# 驕傲外大人賞
驕傲外大人賞（자랑스런 외대인상）是一個由大韓民國外國語大學的總同門會設立的獎項，以獎勵傑出的大學校友。除了一般獎項以外，還另外設有一個特別功勞獎。

## 2005年得獎者
- 金基炳（：樂天觀光株式會社會長，樂天株式會社社長辛格浩的妹夫。
- 고희범：韓民族新聞社（한겨레신문사）社長。
- 이덕선 미국 얼라이드 테크놀로지 회장
- 이상백 벡텔그룹 한국지사 대표이사
- 特別功勞獎：박광신，코스모 제이 會長，美洲同門會長

## 其他知名得獎者
- 許世旭
- 鄭恩娥（1996年得獎者）[1]